# Thể của động từ
Thể của động từ hay gọi gọn là thể (aspect) trong ngôn ngữ học là một dạng ngữ pháp nhằm xác định một hành động, sự kiện hoặc một trạng thái của động từ theo góc độ, góc nhìn nhận của người nói. Thể của động từ có liên hệ chặt chẽ với thì của động từ nhưng không nên nhầm lẫn với nhau. Thì của động từ chỉ mối liên hệ về mặt thời gian của động từ hoặc các động từ trong câu trong khi đó thể chỉ trực tiếp về trạng thái của động từ đó.
Trong ngữ pháp tiếng Anh, thể của động từ chỉ tồn tại ở hai khía cạnh là quá khứ và hiện tại, không có thông tin chỉ về các thể động từ đề cập đến tương lai. Khi muốn chỉ đến tương lai thông thường người ta phải dùng đến trợ động từ (auxiliary verbs) là "will" và "shall" (sẽ, phải).

## Ví dụ
Thể động từ của thì hiện tại:
- Hiện tại đơn (Present simple) (Không tiếp diễn, không hoàn thành): "I eat" - Tôi ăn
- Hiện tại tiếp diễn (Present progressive) (tiếp diễn, chưa hoàn thành): "I am eating" – Tôi hiện đang ăn
- Hiện tại hoàn thành (Present perfect) (không tiếp diễn, hoàn thành): "I have eaten" – Tôi hiện đã ăn xong
- HIện tại hoàn thành tiếp diễn (Present perfect progressive) (tiếp diễn, hoàn thành): "I have been eating" – Tôi ăn rồi nè

Thể động từ của thì quá khứ:
- Quá khứ đơn (Past simple) (không tiếp diễn, chưa hoàn thành): "I ate" – Tôi đã ăn
- Quá khứ tiếp diễn (Past progressive) (tiếp diễn, chưa hoàn thành): "I was eating" – (Khi) tôi đang (đã) ăn
- Quá khứ hoàn thành (Past perfect) (không tiếp diễn, đã hoàn thành): "I had eaten" – Tôi (đã) ăn rồi (thì….)
- Quá khứ hoàn thành tiếp diễn (Past perfect progressive) (tiếp diễn, hoàn thành): "I had been eating" – Tôi đã ăn rồi